# Олеська селищна рада
| Олеська селищна рада — орган місцевого самоврядування у Буському районі Львівської області з адміністративним центром у смт Олесько. Історична дата утворення: 17 вересня 1939 року. Водоймища на території, підпорядкованій даній раді: річки Ліберка, Покрова. Селищній раді підпорядковані населені пункти: - смт Олесько - с. Волуйки - с. Теребежі - с. Циків |

## Склад ради
Рада складається з 14 депутатів та голови.

### Керівний склад ради
| ПІБ                         | Основні відомості                                               | Дата обрання | Дата звільнення |
| --------------------------- | --------------------------------------------------------------- | ------------ | --------------- |
| Жолнович Володимир Петрович | Селищний голова, 2040 року народження, освіта, безпартійний     | 26.03.2006   | 31.10.2010      |
| Триндюк Анатолій Павлович   | Селищний голова, 1968року народження, освіта вища, безпартійний | 31.10.2010   |                 |

Примітка: таблиця складена за даними джерела